# Auguste Scheurer-Kestner
Auguste Scheurer-Kestner (Mulhouse, Francia, 13 de febrero de 1833 - Bagnères-de-Luchon 19 de septiembre de 1899) fue un químico, industrial, protestante, y político francés. Pertenecía a una familia protestante de Alsacia. Fue vicepresidente del senado cuando en el verano de 1897 quedó convencido de que Alfred Dreyfus era inocente y el Caso Dreyfus era una farsa.
Republicano, opuesto al imperio de Napoleón III, fue elegido diputado de Alto Rin el 2 de julio de 1871 y se convirtió en senador inamovible el 15 de septiembre de 1875. Veinte años más tarde, fue el último representante de la Alsacia al Parlamento francés.